# Bagni Daut Pascià
I Bagni Daut Pascià (in macedone Даут-пашин амам?) sono un complesso di bagni turchi di Skopje, capitale della Macedonia del Nord. Si trova all'ingresso del quartiere del vecchio bazar cittadino, a pochi passi dal ponte di pietra sul fiume Vardar.

## Storia e descrizione
Fu commissionato da Daut Pascià in una data imprecisa compresa tra il 1467, anno in cui venne nominato beylerbey di Rumelia, e il 1497, ovvero quando venne rimosso dalla sua carica. Nel corso della sua storia subì diversi incendi, come nel 1689, e distruzioni dovute ai terremoti. Particolarmente devastante fu il sisma del 1963 che danneggiò gravemente l'intero edificio. Dal 1948 ospita la Galleria nazionale di Macedonia.
L'hammam è suddiviso in due parti uguali per dimensioni, una maschile ed una femminile. Mentre l'ingresso dello spazio maschile era sul lato ovest, lungo la strada che conduce al vecchio bazar, quello femminile era nascosto lungo il lato nord. Nel lato est si trovavano le cisterne e la fornace dedita al riscaldamento di tutti gli ambienti interni. Le sale sono sormontate da una serie di cupole di dimensioni diverse. All'interno delle sale sono presenti alcune decorazioni interne come muqarnas o bassorilievi floreali scolpiti.

## Galleria d'immagini

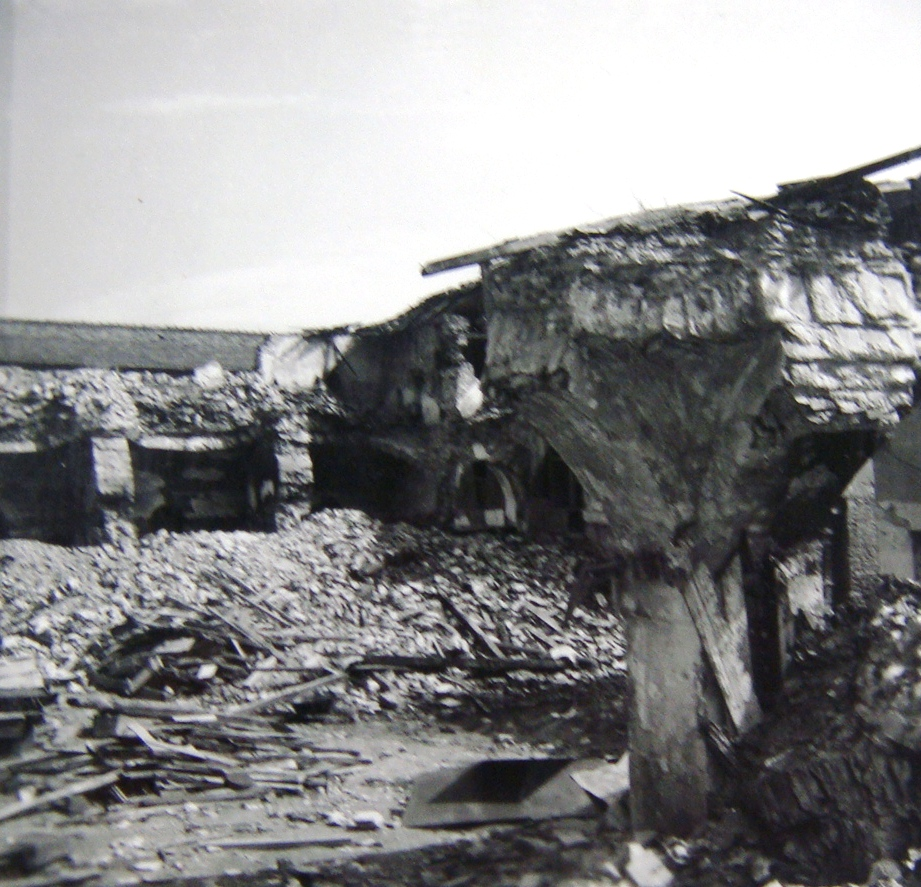
I Bagni Daut Pascià dopo il sisma del 1963.
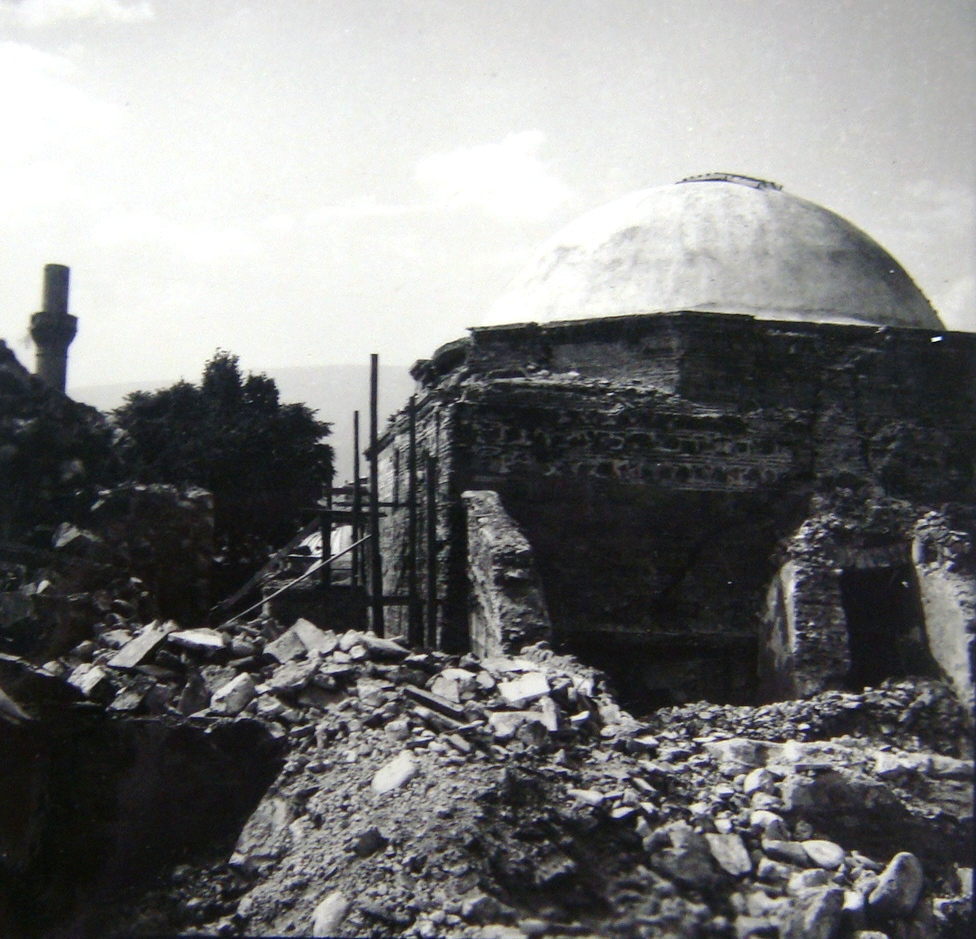
I Bagni Daut Pascià dopo il sisma del 1963.